# Eozellia
Eozellia es un género de foraminífero bentónico de la subfamilia Pseudoschwagerinae, de la familia Schwagerinidae, de la superfamilia Fusulinoidea, del suborden Fusulinina y del orden Fusulinida. Su especie tipo es Pseudoschwagerina primigenia. Su rango cronoestratigráfico abarca el Asseliense (Pérmico inferior).

## Discusión
Clasificaciones más recientes incluyen Eozellia en la superfamilia Schwagerinoidea, y en la subclase Fusulinana de la clase Fusulinata.

## Clasificación
Eozellia incluye a la siguiente especie:
- Eozellia primigenia †